# Dávid Gríger
Dávid Gríger (* 28. November 1994 in Poprad) ist ein slowakischer Eishockeyspieler, der seit 2013 beim tschechischen HC Energie Karlovy Vary unter Vertrag steht, mit dem er seit 2018 erneut in der Extraliga, der höchsten Spielklasse des Landes, spielt.

## Karriere

### Vereinskarriere
Dávid Gríger entstammt der Nachwuchsabteilung des HK Poprad, bei dem er alle Juniorenmannschaften durchlief und in der Spielzeit 2012/2013 in der slowakischen Extraliga debütierte. 2013 verließ er seine Geburtsstadt am Fuße der Hohen Tatra und wechselte nach Tschechien zum HC Energie Karlovy Vary, der ihn zunächst zwei Jahre in der Molodjoschnaja Chokkeinaja Liga, einer osteuropäischen Nachwuchsliga, einsetzte. Im Frühjahr 2015 kehrte er kurzfristig zu seinem Stammverein zurück und absolvierte dort neben den letzten Spielen der Hauptrunde auch die Playoffs. Anschließend setzte er sein Engagement in Karlsbad fort und kam zu seinen ersten Einsätzen in der tschechischen Extraliga. Bereits im Herbst 2015 wurde er aber zum zweitklassigen HC Dukla Jihlava aus der 1. Liga verliehen, die er mit Dukla gewinnen konnte. Seit 2016 spielt er wieder beim HC Energie Karlova Vary. Nach dem Abstieg aus der Extraliga 2017 spielte er mit dem Klub in der 1. Liga. 2018 schaffte Gríger mit dem HC Energie den Wiederaufstieg und wurde 2021 tschechischer Vizemeister mit dem Klub.

### International
Dávid Gríger vertrat die Slowakei erstmals bei der U18-Weltmeisterschaft der Division I 2012 und trug als bester Vorlagengeber beim Heimturnier in Piešťany maßgeblich zum Aufstieg in die Top-Division bei. Mit der slowakischen U20-Auswahl nahm er an der U20-Weltmeisterschaft 2014 teil. Gemeinsam mit dem Schweden Elias Lindholm war er dort drittbester Torvorbereiter hinter dem Finnen Teuvo Teräväinen und dem Schweden Filip Forsberg.
Am 2. April 2015 gab Gríger bei einem Freundschaftsspiel gegen Schweden sein Debüt in der slowakischen Herren-Nationalmannschaft. Neben seinen Teilnahmen am Deutschland Cup 2019 und 2021 spielte er auch bei der Olympiaqualifikation für die Winterspiele in Peking 2022.

## Erfolge und Auszeichnungen
- 2012 Aufstieg in die Top-Division bei der U18-Weltmeisterschaft der Division I, Gruppe A
- 2012 Bester Vorlagengeber bei der U18-Weltmeisterschaft der Division I, Gruppe A
- 2016 Meister der tschechischen 1. Liga mit dem HC Dukla Jihlava
- 2018 Aufstieg in die tschechische Extraliga mit dem HC Energie Karlovy Vary